# 꺼호족
크호족(K'Ho), 꺼호족(Cơ Ho) 또는 코호족(Koho)은 베트남의 중부 고원 지방 럼동성 지역에 살고 있는 인종 집단이다. 몽–크메르어의 남부 바나리아 계열의 언어인 크호어를 사용한다. 이들은 쯔로족과 마족과 관련이 있다.
크호족의 하위 집단인 락족은 럼동성의 토종 원주민이다. 달랏(럼동성의 성도)이라는 도시의 이름은 달락(문자 그대로 ‘락족들의 강’)에서 유래했다.

## 문화
크호족은 깜 보트(kăm boat)라는 악기와 시큼한 죽을 가지고 있다.
크호족의 민속 종교는 다신교로 최고신인 양느두와 숲신, 물신, 불신 등이 있다. 코호족 대다수는 이제 기독교인으로 개종했다.
크호족은 또한 고플롬꼰요이 서시사(Gơ Plom kòn Yồi)와 같은 풍부한 언어 문학을 자랑한다.

## 하위분류
응옥(2010:11)에 따르면 꼬호족의 하위 부족에는 다음과 같은 부족이 포함된다.
- 스레 (Srê)
- 노프 (Nộp)
- 끄돈 (C'don)
- 실 (Cil)
- 랏 (Lát)
- 뜨링(T'ring)

럼동성의 락즈엉현 드엉끄노 사에는 다음과 같은 하위분류가 있다. (응옥 2010 : 14)
- 본증 (Bon Dơng)
- 로옹 (Rơ Ông)
- 끌롱(K'Long)
- 꼬리엥 (Kơ Liêng)
- 끄라잔 (Krajan)
- 팡띵 (Pang Ting)
- 자곳 (Da-got)
- 본니엥 (Bon Niêng)
- 실 (Cil)
- 리엥홑 (Liêng Hót)
- 피스론 (Phi Srônh)
- 므본 (M'bon)
- 꼬사 (Kơ Să)
- 동그 (Đơng G)